# Digros
Digros was een Nederlandse supermarktketen en onderdeel van Detailresult Groep N.V.
De eerste Digros werd in 1972 in Katwijk opgericht onder de naam "Digros Multimarkt". Sindsdien waren er nog 17 andere supermarkten geopend onder de naam Digros, waaronder een tweede vestiging in Katwijk. De eerste vestiging, aan de Visserijkade, was altijd verreweg de grootste Digros-vestiging, in Noordwijk-Binnen was echter een grotere vestiging geopend. Digros-filialen waren voornamelijk te vinden in de omgeving van Katwijk, Den Haag, Leiden, Zoetermeer, Ter Aar en Lisse.
In 2014 zijn de supermarktketens Bas van der Heijden, Digros en Dirk van den Broek omgedoopt tot Dirk.